# Treuunternehmensgesetz
Das Gesetz über das Treuunternehmen (Treuunternehmensgesetz, TrUG) regelt die Gründung, die Ausgestaltung, die Rechte und Pflichten der Beteiligten, die Überwachung und Kontrolle sowie die Auflösung eines Treuunternehmens (auch Geschäftstreuhand oder Treustiftung genannt) in zwingenden und dispositiven Bestimmungen.
Das Treuunternehmen kann sowohl für kommerzielle als nicht kommerzielle Tätigkeiten gegründet und betrieben werden.
Die Konzeption des liechtensteinischen Treuunternehmens nach dem TrUG wurde funktional teilweise an den Business Trust (Massachusetts Trust) angelehnt.
Das TrUG ist eines der wenigen relativ genuinen liechtensteinischen Gesetze.

## Historie
Das Gesetz über das Treuunternehmen (TrUG) wurde 1928 erlassen und gleichzeitig in das 3. Buch des liechtensteinischen Zivilgesetzbuches, das liechtensteinische Personen- und Gesellschaftsrecht (PGR) integriert.

### Redaktion
Das TrUG wurde von Emil Beck im Auftrag der liechtensteinischen Regierung redigiert und fertiggestellt.

### Motive
Der liechtensteinische Gesetzgeber war mit dem TrUG und der Schaffung des Personen- und Gesellschaftsrecht (PGR) bestrebt, vor allem ausländische Investoren durch ein liberales Gesellschaftsrecht anzuziehen, die durch Unternehmensgründungen in Liechtenstein Arbeit und Wohlstand bringen sollten.

## Aufbau des TrUG in Art 932a PGR
§§ 1 bis 6 Im Allgemeinen (A.)
§§ 7 bis 16 Entstehung (B.)
§§ 17 bis 21 Beendigung (C.)
§§ 22 bis 24 Treufonds (D.)
§§ 25 bis 34 Treuvermögen (E.)
§§ 35 Anfechtung und Einlösungsrecht (F.)
§§ 36 bis 38 Haftung für die Verbindlichkeiten des Treuunternehmens (G.)
§§ 39 bis 140 Beteiligte (H.)
§§ 141 bis 153 Verantwortlichkeit (J.)
§§ 154 bis 164 Amtliche Treuüberwachungsstelle und Revision (K.)
§§ 165 bis 169 Änderung der Treuanordnung, Umwandlung und Verschmelzung etc. (L.)
§ 170 Internationales Recht und Treuunternehmen nach ausländischem Rechte usw. (M.)